# Survival International
A Survival International é uma organização não-governamental internacional que defende os povos indígenas ao redor do mundo. A Survival ajuda os povos indígenas a defender suas vidas, proteger suas terras e determinar seus próprios futuros. Foi fundada em 1969 por um grupo de indivíduos chocados com o genocídio dos índios na Amazônia brasileira, exposto por um artigo no jornal britânico "The Sunday Times." Ainda hoje, indígenas são submetidos a violência genocida, escravidão e racismo por sociedades industrializadas que buscam roubar suas terras, recursos e mão-de-obra em nome de "progresso" e "civilização.”
Com escritórios em Madri, Londres, Paris, Milão, Berlim e São Francisco, a Survival possui apoiadores em mais de 100 países. O seu trabalho de apoio aos povos indígenas consiste em publicar informações sobre os problemas enfrentados por povos indígenas, apoiar projetos em suas comunidades e pressionar a favor de seus direitos em fóruns internacionais como a ONU.
A Survival acredita que mobilizar a opinião pública é a única maneira de garantir a sobrevivência contínua dos indígenas. Pretende fazer com que cada vez seja mais difícil, ou mesmo impossível que governos e companhias continuem a oprimir os povos indígenas. A Survival trabalha em parceria com os indígenas, dando-lhes uma plataforma para falar com o mundo.
A Survival trabalha aproximadamente com dezenas de povos diferentes ao redor do mundo, desde os pastores de renas da Sibéria aos caçadores-coletores da Floresta Amazônica. Entre alguns destes povos, pode-se citar os Ayoreo no Paraguai, Jarawa na Índia, Bosquímanos na Botsuana, Guarani do Brasil, Innu no Canadá etc. 

## Reconhecimento
A Survival International recebeu o Prêmio Right Livelihood em 1989.

### Ligações Externas
- Página da Survival International (em português)
- Página da Survival International (em inglês)